# Alisca tagalica
Alisca tagalica är en insektsart som först beskrevs av Stsl 1865.  Alisca tagalica ingår i släktet Alisca och familjen Ricaniidae. Inga underarter finns listade i Catalogue of Life.